# یانگپینگگوان
یانگپینگگوان (به لاتین: Yangpingguan) یک شهرک در جمهوری خلق چین است که در Ningqiang County واقع شده‌است. یانگپینگگوان ۵۹۲ متر بالاتر از سطح دریا واقع شده‌است.